# Édouard Stephan
Édouard Stephan (31 agosto 1837 – 31 dicembre 1923) è stato un astronomo francese.

## Biografia
Dopo gli studi alla École Normale Supérieure di Parigi, dove si laureò nel 1862 e dove divenne professore aggregato di matematica, fu nominato da Urbain Le Verrier direttore dell'Osservatorio di Marsiglia, di cui rimase a capo dal 1867 (anche se fino al 1872 subordinato a Le Verrier) al 1907.
Nel 1868 diresse una spedizione in Siam per osservare un'eclissi di Sole, assieme a Georges Rayet. Osservando lo spettro delle protuberanze solari, notò un nuovo tipo di righe di assorbimento. L'elemento che le emetteva era l'elio, che verrà scoperto dai chimici sulla Terra 17 anni dopo.
Nel 1873 tentò inutilmente di utilizzare la tecnica interferometrica per determinare il diametro apparente delle stelle convertendo il telescopio da 80 cm di Marsiglia in un interferometro, dopo aver oscurato il riflettore con una maschera verticale dotata di due fenditure. La stella scelta per l'esperimento era la brillante Sirio.
Anche se il tentativo non ebbe successo, nel 1874 riuscì a stabilire che tale valore era inferiore a 0,158 secondi d'arco. Il diametro angolare di Sirio attualmente misurato è 0,0059 arcosecondi, quello di Alpha Centauri è 0,0145 e per Betelgeuse il valore è 0,05 arcosecondi.
Si specializzò nell'osservazione delle nebulose; fu il primo a notare le differenze morfologiche fra le galassie, pur senza esserne consapevole. Fra le altre cose, scoprì il gruppo di cinque galassie oggi note come Quintetto di Stephan.,
La cometa periodica 38P/Stephan-Oterma porta il suo nome, sebbene sia stata scoperta da Jérôme Coggia. Scoprì inoltre due asteroidi, 89 Julia e 91 Aegina e le galassie a spirale NGC 11 e NGC 60.